# Bob Ludwig
Bob Ludwig je americký zvukový inženýr specializující se na mastering. Již od dětství se věnoval nahrávání hudby z rádia na svůj magnetofon. Klasické hudební vzdělání získal na škole Eastman School of Music. Během své kariéry se podílel na mnoha albech více než třinácti set hudebníků, mezi které patří Jimi Hendrix, Mark Knopfler, Frank Zappa, John Cale nebo skupiny Godsmack, Metallica, Rush a Mumford & Sons. Za svou kariéru získal řadu ocenění, mezi které patří i cena Grammy.